# 蘇奕晉
蘇奕晉（1993年12月29日—）為臺灣男子籃球運動員，場上位置為大前锋，現效力於台灣職業籃球大聯盟臺北台新戰神。
蘇奕晉出身臺中，就讀岸裡國小、后綜國中、基隆商工、明道大學，曾率領明道大學奪下103學年度大專籃球聯賽公開男一級冠軍，個人則收下冠軍賽MVP。2015年9月升大四時原已投入超級籃球聯賽新人選秀會，但在選秀會前一天決定退出，選擇繼續幫助明道大學衝擊公開男一級，最終在冠軍戰不敵健行科技大學，球隊無緣二連霸，2016年7月在超級籃球聯賽新人選秀會第一輪第二順位被富邦勇士選中。2016年8月富邦勇士將蘇奕晉、蕭順議以及第十五季超級籃球聯賽新人選秀會第一輪選秀權交易至金門酒廠，換取張宗憲。2018年4月蘇奕晉因第十五季場均貢獻10.3分和6.2籃板，相較第十四季菜鳥球季4.3分和4.7籃板有所提升，獲選第十五季年度進步獎。第十七季蘇奕晉入選超級籃球聯賽年度第一隊。2021年7月轉戰T1聯盟臺中太陽。2023年10月16日，臺中太陽宣布解散。10月18日，蘇奕晉加盟T1聯盟臺南台鋼獵鷹。2024年7月12日，蘇奕晉加盟台灣職業籃球大聯盟臺北台新戰神。

## 外部連結
- 蘇奕晉的Instagram帳戶
- 蘇奕晉在fiba.basketball（英语）
- 蘇奕晉在台灣職業籃球大聯盟
- 蘇奕晉在Eurobasket.com（球員）（英语）
- 蘇奕晉在Eurobasket.com（球員）（英语）
- 蘇奕晉在RealGM（英语）
- 蘇奕晉在Flashscore（英语）